# Action Fighter
Action Fighter – gra stanowiąca połączenie wyścigów ze strzelanką, wydana na automaty Arcade oraz konsole Sega Master System w 1986 przez firmę SEGA. Dwa lata później tytuł doczekał konwersji na platformę Amiga, a w kolejnym roku także na Commodore 64, Amstrada CPC, Atari ST, MS-DOS i ZX Spectrum. Gra jest mocno inspirowana inną grą – Spy Hunter.
Gracz wciela się w rolę samotnego komandosa, który ma za zadanie uratować świat przed nadciągającym zagrożeniem. W tym celu zasiada za kierownicą jednego z trzech uzbrojonych pojazdów: motocykla, samochodu oraz statku powietrznego. Zaczynamy od motocykla, a w miarę niszczenia przeciwników na ekranie będą pojawiały się kolejne symbole, które zbierane umożliwią transformacje w kolejne pojazdy. Do ukończenia jest pięć misji.